# Massacre de Lingiades
O massacre de Lingiades, em 3 de outubro de 1943, foi um crime de guerra nazista alemão cometido por membros da 1ª Divisão de Montanha da Wehrmacht Heer durante a ocupação do Eixo da Grécia. A vila de Lingiades (em grego: Λιγκιάδες), perto de Ioannina, no noroeste da Grécia, foi arbitrariamente escolhida como alvo de represálias pela Wehrmacht devido ao assassinato de um oficial alemão por membros da Resistência Grega. A grande maioria das vítimas eram crianças, mulheres e idosos.

## Antecedentes
Grupos de resistência gregos estavam ativos no noroeste da Grécia (Épiro) durante a Segunda Guerra Mundial. Em 1 de outubro de 1943, uma unidade da Liga Nacional Republicana Grega emboscou um comboio alemão perto de Preveza. No tiroteio, o comandante do Regimento de Montanhismo 98, tenente-coronel Josef Salminger, foi morto por guerrilheiros gregos. Salminger, um nazista fervoroso, era conhecido por conduzir ataques contra civis, como o massacre de Kommeno que resultou no assassinato de 317 aldeões.
A morte de Salminger levou o general Hubert Lanz, comandante da 1ª Divisão de Montanha, a ordenar represálias dentro de um raio de 20 km da emboscada. Lingiades, uma pequena aldeia montanhosa a 13 quilómetros a noroeste de Ioannina, tem vista para o Lago Ioannina e Ioannina a partir de uma altitude a cerca de 940 metros de altitude. A vila não poderia ser ligada à atividade de resistência da inteligência alemã. Pode ter sido escolhido como alvo devido à sua visibilidade a partir de Ioannina. Sua destruição nas proximidades provavelmente espalharia o terror entre a população local.

## O ataque
No domingo, 3 de outubro, elementos do 79º Batalhão de Campo alemão comandado pelo major Hans Mayr chegaram a Lingiades. Dos 287 habitantes da cidade, a maioria dos adultos da aldeia estava em uma cidade vizinha para a colheita da noz. Os aldeões que não podiam fugir foram arrastados por soldados alemães para a praça central da vila. Depois que as habitações foram revistadas e saqueadas, todos os civis foram divididos em pequenos grupos e levados para os porões de várias habitações. Lá, eles foram abatidos por metralhadoras. Com exceção da igreja e da escola da aldeia, todos os edifícios da aldeia foram incendiados. A maioria das 92 vítimas eram crianças, bebês, mulheres e idosos. Trinta e dois dos mortos tinham entre seis meses e 11 anos.  Cinco civis conseguiram sobreviver, dois adultos e três crianças. Eles fingiram morte entre os cadáveres e depois escaparam dos edifícios em chamas subindo pela lareira.

## Investigação
Ninguém nunca foi responsabilizado pela atrocidade em Lingiades.